# 秋元流
『秋元流』（あきもとりゅう）は、1991年10月から1992年3月まで日本テレビで毎週木曜深夜1:10～1:40に放送されていたトーク番組。放送作家で当番組ホスト秋元康の冠番組。日本ビクターの一社提供。

## 概要
秋元康がホストを務め毎週ゲスト一人を招き、ゲストのプライベートや恋愛話などを聞くトーク番組。番組後半にはゲストがお気に入りの映画を一本紹介する。時には秋元がおススメするグルメ情報なども一人語りで話すミニコーナー等もあった。番組はテレビ収録スタジオを使わずに、東京渋谷道玄坂の「ドクタージーカンズ」にて収録されていた。
当番組の演出を担当していたチーフディレクターのつきざわけんじは同時期に『北野ファンクラブ』（フジテレビ）の演出も担当していたため、インサート映像やテロップのフォント（曽蘭隷書体やワープロ文字）には『北野ファンクラブ』と同じものが当番組でも使用されていた。またエンディングのスタッフロールが画面右下から左上に斜め縦に流れていく変わったロール形式だった（最終回のみ通常の縦ロール）。
つきざわけんじは最終回の総集編時に秋元の前フリトーク内で少しイジられている。

## ゲスト
- 今井美樹
- 岡部まり
- 藤井フミヤ
- 錦織一清
- 柄本明
- せんだみつお
- 渡辺正行
- 高橋由美子 ほか

## テーマ曲
- オープニングテーマ「Ni-ya-oo」高岡早紀 (ビクター音楽産業)
- エンディングテーマ「Paradox」浜田麻里 (MCAビクター)

## スタッフ
- 監修●秋元康
- ナレーター●槇大輔（不定期・主に映画関連の視聴者プレゼントがある時のナレーション）
- 企画●森脇国仁（第一通信社）、坂口篤博（IVS音楽出版）
- 構成●池田裕幾
- ブレーン●松下元網
- デスク●久保田有紀（日本テレビ）／ 鈴木裕美子（中期まで）→ 小笠原博美（中期以降）
- キャスティング●千葉明子
- 技術●岩瀬憲司、山口公正、美田清次、太田信一（ウィズ）※毎回2名が週替わり交代
- オンライン編集●井戸清（ヴィジュアルベイ）
- ＭＡ●浅川広巳（スタジオブル）、小田嶋洋（タムコ）→ 大江善保（ビームテレビセンター・※後期のみ）
- 音効●有馬克己（東京サウンド企画　現 スカイウォーカー・後期手前まで有馬克巳 表記）
- メイク●宮原幸子
- スタイリスト●菅原明美（ミンクス）
- 協力●SOLDOUT（秋元康を主軸とした主に放送作家集団の制作事務所）、NewFLIX
- 撮影協力●ドクタージーカンズ
- ＡＰ●長崎佳子（日本テレビ）
- 演出補●今泉暢子（MEN'S）
- プロデューサー●奥田誠治（日本テレビ）／ 萩原成
- 演出●つきざわけんじ（MEN'S）
- 制作協力●IVS音楽出版（IVSテレビ制作の系列子会社）、MEN'S
- 製作著作●日本テレビ